# Ronald Weitzer
Ronald Weitzer, född 1952, är en amerikansk sociolog som är specialiserad mot kriminologi, och en professor vid George Washington University. Han är känd för sina arbeten om sexindustrin. 

## Åsikter
Han förespråkar en prostitutionspolicy med två spår. Det första spåret handlar om att arbeta mot gatuprostitutionen, eftersom gatuprostitution är skadligt för det lokala ryktet, men också att gatuprostitution är skadligt för de prostituerade själva. Det andra spåret handlar om en "de facto avkriminalisering" av olika former av inomhus-prostitution, såsom eskortsservice, erotisk massage och bordeller. Weitzer menar att sådan prostitution inte har negativ påverkan på lokalsamhället och att polisarbete mot sådan form av prostitution är ett slöseri med polisresurser. Han menar också att ett sådant tillvägagångssätt, som grundas i principen om skademinimering, stämmer överens med allmänhetens uppfattningar om vilken form av prostitution som polisen borde arbeta mot.